# Спехов, Фёдор Яковлевич
Фёдор Яковлевич Спехов (5 февраля 1905 — 1 апреля 1945) — советский офицер, танкист, участник боёв на Халхин-Голе и Великой Отечественной войны, Герой Советского Союза (1939).

## Биография
Родился 5 февраля 1905 в деревне Верхние Речки Оханского уезда Пермской губернии в крестьянской семье, русский. Окончил 5 классов в посёлке Павловский.
В Красной Армии служил в 1927—1929 годах (по призыву) и затем — с ноября 1931 года. В 1931 году окончил школу младших командиров, а в 1939 году — курсы командиров взводов. В 1937 вступил в ВКП(б).
С 18 июля по 16 сентября 1939 участвовал в боях на реке Халхин-Гол (Монголия). 22 августа 1939 года, будучи помощником командира роты боевого обеспечения 6-й танковой бригады (1-я армейская группа), в группе из семи танков из огнемёта уничтожил четыре противотанковых орудия, шесть пулемётов и до пятидесяти солдат и офицеров противника.
За мужество и героизм, проявленные при выполнении воинского и интернационального долга, старшему лейтенанту Ф. Я. Спехову присвоено звание Героя Советского Союза с вручением ордена Ленина и медали «Золотая Звезда»(№ 190).
В 1941 году окончил бронетанковые курсы усовершенствования командного состава. Участник Великой Отечественной войны.

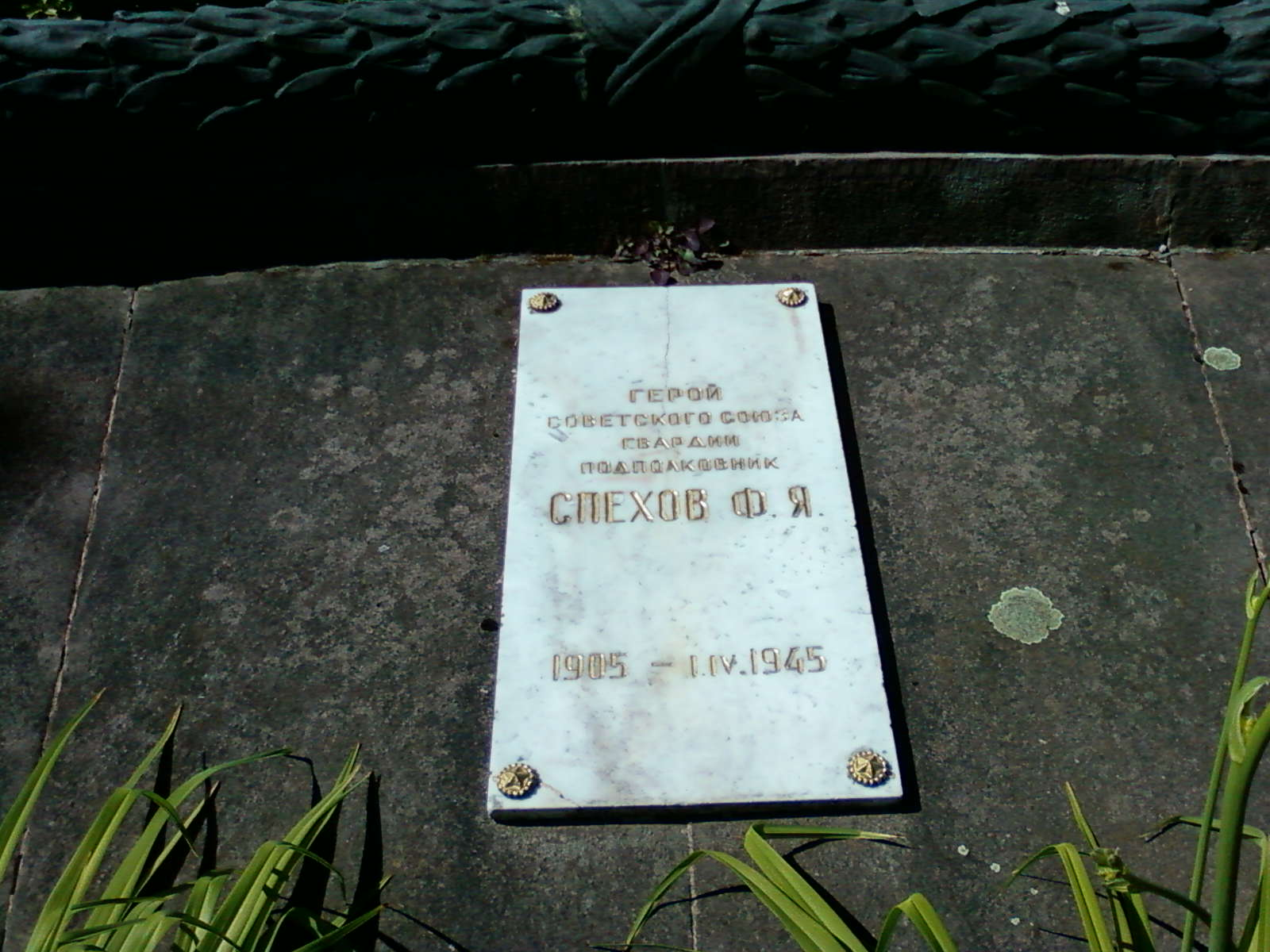
Могила Героя Советского Союза Спехова Ф. Я. на Холме Славы во Львове

Заместитель командира 16-й отдельной гвардейской механизированной бригады 6-го гвардейского механизированного корпуса гвардии подполковник Ф. Я. Спехов погиб в Верхней Силезии в бою у селения Диршель (ныне Дзержыслав, гмина Кетш, Глубчицкий повят, Опольское воеводство, Польша). Похоронен в городе Львове (Украина) на Холме Славы, где покоится прах 26 Героев Советского Союза.

## Награды
- Медаль «Золотая Звезда»;
- орден Ленина;
- орден Александра Невского;
- орден Отечественной войны 1-й степени;
- орден Красной Звезды.
- Знак «Участнику боёв у Халхин-Гола»